# Moto Club Baix Berguedà
El Moto Club Baix Berguedà és una entitat esportiva catalana dedicada al motociclisme que fou fundada a Casserres el 1994. Es creà amb la intenció de regular les curses de motocròs i d'enduro que es disputaven al Berguedà des del 1987 sota l'organització dels Amics de les Motos. Actualment, organitza unes vint proves anuals de diferents especialitats: enduro, motocròs, trial, dirt track, resistència, escúters, etc. Des del 1998 disposa del circuit permanent de motocròs d'Olvan, on se celebren proves del Campionat de Catalunya i d'Espanya. El 2012 tenia uns 300 socis. Pilots de renom com ara Marc Coma, Nani Roma, Laia Sanz, Miki Arpa, Javier García Vico, Joan Cros o Dani Llobet, entre d'altres, han estat corredors o socis del club al llarg dels anys.